# Келси Мичъл
Келси Мари Мичъл (на английски: Kelsey Marie Mitchell) е канадска състезателка по колоездене на писта.
Родена е в Шерууд Парк (Sherwood Park), провинция Албърта, Канада. Олимпийска шампионка е от олимпиадата (2020) в Токио. Шампионка е от Панамериканските игри през 2019 г.